# Bistrica (Kozje, Slovenija)
Bistrica je naselje u slovenskoj Općini Kozju. Bistrica se nalazi u pokrajini Štajerskoj i statističkoj regiji Savinjskoj. 

## Stanovništvo
Prema popisu stanovništva iz 2002. godine naselje je imalo 56 stanovnika.